# The Vietnamese Gulag
The Vietnamese Gulag là cuốn tự truyện của nhà hoạt động dân chủ Đoàn Văn Toại kể về việc ông bị chính quyền Cộng sản Việt Nam bắt giữ và cầm tù, những sự kiện khiến ông thay đổi niềm tin chính trị từ người cộng sản thờ ơ sang người ủng hộ dân chủ.
Viết trên tờ The New York Times, Robert Shaplan cho rằng cuốn sách này "gợi nhớ một cách hay nhất về hai tác phẩm Căn phòng to lớn của E. E. Cummings và Bóng tối buổi trưa của Arthur Koestler".  Shaplan cũng lưu ý rằng "giá trị của cuốn sách này bắt nguồn từ việc [tác giả] là một trong những người Việt Nam đầu tiên viết một cách hiệu quả về trải nghiệm của mình, và mô tả điều mà ông gọi là 'phương pháp phản bội' những hy vọng và lý tưởng cách mạng của tác giả".  John P Roche đã có bài viết đánh giá sách cho tờ Los Angeles Times, gọi câu chuyện này "gợi lên mối thương tâm" và "được viết nổi bật ở chỗ thiếu sự thương hại cho bản thân mình".
The Vietnamese Gulag ban đầu được Đoàn Văn Toại viết bằng tiếng Pháp (Le Goulag Vietnamien) và xuất bản vào năm 1979. Tiếp theo là bản dịch tiếng Đức ra mắt năm 1980. Sau khi nguyên bản tiếng Pháp phát hành được một thời gian đầu, ông định nhờ ai đó dịch giúp sang tiếng Anh nhưng chưa kịp thực hiện do quá bận rộn với công việc. Về sau khi đặt chân sang nước Mỹ, ông mới được David Chanoff giúp đỡ phát hành bản tiếng Anh và trở thành đồng tác giả của ấn bản này. Bản tiếng Anh do Sylvie Romanowski và Françoise Simon-Miller dịch được xuất bản vào năm 1986 và thường nhận được sự tán thành của giới phê bình.